# Silene schmuckeri
Silene schmuckeri là loài thực vật có hoa thuộc họ Cẩm chướng. Loài này được Wettst. miêu tả khoa học đầu tiên năm 1892.